# Pere el Gran
|  | Per a altres significats, vegeu «Pere I de Rússia». |

Pere el Gran   (València, 1240 (Gregorià) - Vilafranca del Penedès, 11 de novembre de 1285), anomenat també Pere III d'Aragó i Pere II de Catalunya-Aragó (aragonès: Pero; llatí: Petrus), fou sobirà de la corona d'Aragó amb els títols de rei d'Aragó, de València, comte de Barcelona (1276-1285) i, després de la conquesta de l'illa, rei de Sicília (1282-1285). Començà a regnar a l'edat de 36 anys, regnà 9 anys i morí a l'edat de 45 anys. Està enterrat al Reial monestir de Santa Maria de Santes Creus, i la seva tomba és l'única d'un sobirà de la Corona d'Aragó que no ha estat mai profanada.
Gràcies a la conquesta militar del Regne de Sicília el 1282 es feu famosa la frase de l'almirall Roger de Llúria, en què afirmava que cap peix no gosaria alçar-se sobre la mar Mediterrània, si no portava en la seva cua un escut o un senyal reial:
| «                                                                                                 | Ne sol no'm pens que galera ne altre vexell gos anar sobre mar menys de guiatge del rey d'Arago; ne encara no solament galera, ni leny, mas no creu que nengun peix se gos alssar sobre mar si no porta hun scut ab senyal del rey d'Arago en la coa per mostrar guiatge d'aquell senyor rey d'Aragó | » |
| — Roger de Llúria, almirall de l'armada catalano-aragonesa , Crònica de Bernat Desclot; cap CLXVI | |   |

## Família
El rei Pere «el Gran» fou fill de Jaume el Conqueridor i de la segona muller d'aquest, Violant d'Hongria.
|  |                                           |  |  |  |  |  |  |  |  |  |  |  |  |  |  |  |
|  | Ramon Berenguer IV de Barcelona (el Sant) |  |  |  |  |  |  |  |  |  |  |  |  |  |  |  |
|  |                                           |  |  |  |  |  |  |  |  |  |  |  |  |  |  |  |
|  |                                           |  |  |  |  |  |  |  |  |  |  |  |  |  |  |  |
|  | Alfons II d'Aragó (el Cast)               |  |  |  |  |  |  |  |  |  |  |  |  |  |  |  |
|  |                                           |  |  |  |  |  |  |  |  |  |  |  |  |  |  |  |
|  |                                           |  |  |  |  |  |  |  |  |  |  |  |  |  |  |  |
|  | Peronella d'Aragó                         |  |  |  |  |  |  |  |  |  |  |  |  |  |  |  |
|  |                                           |  |  |  |  |  |  |  |  |  |  |  |  |  |  |  |
|  |                                           |  |  |  |  |  |  |  |  |  |  |  |  |  |  |  |
|  | Pere II d'Aragó (el Catòlic)              |  |  |  |  |  |  |  |  |  |  |  |  |  |  |  |
|  |                                           |  |  |  |  |  |  |  |  |  |  |  |  |  |  |  |
|  |                                           |  |  |  |  |  |  |  |  |  |  |  |  |  |  |  |
|  | Alfons VII de Castella                    |  |  |  |  |  |  |  |  |  |  |  |  |  |  |  |
|  |                                           |  |  |  |  |  |  |  |  |  |  |  |  |  |  |  |
|  |                                           |  |  |  |  |  |  |  |  |  |  |  |  |  |  |  |
|  | Sança de Castella                         |  |  |  |  |  |  |  |  |  |  |  |  |  |  |  |
|  |                                           |  |  |  |  |  |  |  |  |  |  |  |  |  |  |  |
|  |                                           |  |  |  |  |  |  |  |  |  |  |  |  |  |  |  |
|  | Riquilda de Polònia                       |  |  |  |  |  |  |  |  |  |  |  |  |  |  |  |
|  |                                           |  |  |  |  |  |  |  |  |  |  |  |  |  |  |  |
|  |                                           |  |  |  |  |  |  |  |  |  |  |  |  |  |  |  |
|  | Jaume I d'Aragó (el Conqueridor)          |  |  |  |  |  |  |  |  |  |  |  |  |  |  |  |
|  |                                           |  |  |  |  |  |  |  |  |  |  |  |  |  |  |  |
|  |                                           |  |  |  |  |  |  |  |  |  |  |  |  |  |  |  |
|  | Guillem VII de Montpeller                 |  |  |  |  |  |  |  |  |  |  |  |  |  |  |  |
|  |                                           |  |  |  |  |  |  |  |  |  |  |  |  |  |  |  |
|  |                                           |  |  |  |  |  |  |  |  |  |  |  |  |  |  |  |
|  | Guillem VIII de Montpeller                |  |  |  |  |  |  |  |  |  |  |  |  |  |  |  |
|  |                                           |  |  |  |  |  |  |  |  |  |  |  |  |  |  |  |
|  |                                           |  |  |  |  |  |  |  |  |  |  |  |  |  |  |  |
|  | Matilda de Borgonya                       |  |  |  |  |  |  |  |  |  |  |  |  |  |  |  |
|  |                                           |  |  |  |  |  |  |  |  |  |  |  |  |  |  |  |
|  |                                           |  |  |  |  |  |  |  |  |  |  |  |  |  |  |  |
|  | Maria de Montpeller                       |  |  |  |  |  |  |  |  |  |  |  |  |  |  |  |
|  |                                           |  |  |  |  |  |  |  |  |  |  |  |  |  |  |  |
|  |                                           |  |  |  |  |  |  |  |  |  |  |  |  |  |  |  |
|  | Isaac Comnè                               |  |  |  |  |  |  |  |  |  |  |  |  |  |  |  |
|  |                                           |  |  |  |  |  |  |  |  |  |  |  |  |  |  |  |
|  |                                           |  |  |  |  |  |  |  |  |  |  |  |  |  |  |  |
|  | Eudòxia Comnena                           |  |  |  |  |  |  |  |  |  |  |  |  |  |  |  |
|  |                                           |  |  |  |  |  |  |  |  |  |  |  |  |  |  |  |
|  |                                           |  |  |  |  |  |  |  |  |  |  |  |  |  |  |  |
|  | Eirene Diplosynadene                      |  |  |  |  |  |  |  |  |  |  |  |  |  |  |  |
|  |                                           |  |  |  |  |  |  |  |  |  |  |  |  |  |  |  |
|  |                                           |  |  |  |  |  |  |  |  |  |  |  |  |  |  |  |
|  | Pere III d'Aragó (el Gran)                |  |  |  |  |  |  |  |  |  |  |  |  |  |  |  |
|  |                                           |  |  |  |  |  |  |  |  |  |  |  |  |  |  |  |
|  |                                           |  |  |  |  |  |  |  |  |  |  |  |  |  |  |  |
|  | Géza II d'Hongria                         |  |  |  |  |  |  |  |  |  |  |  |  |  |  |  |
|  |                                           |  |  |  |  |  |  |  |  |  |  |  |  |  |  |  |
|  |                                           |  |  |  |  |  |  |  |  |  |  |  |  |  |  |  |
|  | Béla III d'Hongria                        |  |  |  |  |  |  |  |  |  |  |  |  |  |  |  |
|  |                                           |  |  |  |  |  |  |  |  |  |  |  |  |  |  |  |
|  |                                           |  |  |  |  |  |  |  |  |  |  |  |  |  |  |  |
|  | Eufrosina de Kíev                         |  |  |  |  |  |  |  |  |  |  |  |  |  |  |  |
|  |                                           |  |  |  |  |  |  |  |  |  |  |  |  |  |  |  |
|  |                                           |  |  |  |  |  |  |  |  |  |  |  |  |  |  |  |
|  | Andreu II d'Hongria                       |  |  |  |  |  |  |  |  |  |  |  |  |  |  |  |
|  |                                           |  |  |  |  |  |  |  |  |  |  |  |  |  |  |  |
|  |                                           |  |  |  |  |  |  |  |  |  |  |  |  |  |  |  |
|  | Reinald de Chatillon                      |  |  |  |  |  |  |  |  |  |  |  |  |  |  |  |
|  |                                           |  |  |  |  |  |  |  |  |  |  |  |  |  |  |  |
|  |                                           |  |  |  |  |  |  |  |  |  |  |  |  |  |  |  |
|  | Agnès d'Antioquia                         |  |  |  |  |  |  |  |  |  |  |  |  |  |  |  |
|  |                                           |  |  |  |  |  |  |  |  |  |  |  |  |  |  |  |
|  |                                           |  |  |  |  |  |  |  |  |  |  |  |  |  |  |  |
|  | Constança d'Antioquia                     |  |  |  |  |  |  |  |  |  |  |  |  |  |  |  |
|  |                                           |  |  |  |  |  |  |  |  |  |  |  |  |  |  |  |
|  |                                           |  |  |  |  |  |  |  |  |  |  |  |  |  |  |  |
|  | Violant d'Hongria                         |  |  |  |  |  |  |  |  |  |  |  |  |  |  |  |
|  |                                           |  |  |  |  |  |  |  |  |  |  |  |  |  |  |  |
|  |                                           |  |  |  |  |  |  |  |  |  |  |  |  |  |  |  |
|  | Pere I de Courtenay                       |  |  |  |  |  |  |  |  |  |  |  |  |  |  |  |
|  |                                           |  |  |  |  |  |  |  |  |  |  |  |  |  |  |  |
|  |                                           |  |  |  |  |  |  |  |  |  |  |  |  |  |  |  |
|  | Pere II de Courtenay                      |  |  |  |  |  |  |  |  |  |  |  |  |  |  |  |
|  |                                           |  |  |  |  |  |  |  |  |  |  |  |  |  |  |  |
|  |                                           |  |  |  |  |  |  |  |  |  |  |  |  |  |  |  |
|  | Adelaida de Savoia                        |  |  |  |  |  |  |  |  |  |  |  |  |  |  |  |
|  |                                           |  |  |  |  |  |  |  |  |  |  |  |  |  |  |  |
|  |                                           |  |  |  |  |  |  |  |  |  |  |  |  |  |  |  |
|  | Violant de Courtenay                      |  |  |  |  |  |  |  |  |  |  |  |  |  |  |  |
|  |                                           |  |  |  |  |  |  |  |  |  |  |  |  |  |  |  |
|  |                                           |  |  |  |  |  |  |  |  |  |  |  |  |  |  |  |
|  | Balduí V d'Hainaut                        |  |  |  |  |  |  |  |  |  |  |  |  |  |  |  |
|  |                                           |  |  |  |  |  |  |  |  |  |  |  |  |  |  |  |
|  |                                           |  |  |  |  |  |  |  |  |  |  |  |  |  |  |  |
|  | Violant de Flandes                        |  |  |  |  |  |  |  |  |  |  |  |  |  |  |  |
|  |                                           |  |  |  |  |  |  |  |  |  |  |  |  |  |  |  |
|  |                                           |  |  |  |  |  |  |  |  |  |  |  |  |  |  |  |
|  | Margarida I de Flandes                    |  |  |  |  |  |  |  |  |  |  |  |  |  |  |  |
|  |                                           |  |  |  |  |  |  |  |  |  |  |  |  |  |  |  |
|  |                                           |  |  |  |  |  |  |  |  |  |  |  |  |  |  |  |

De Pere el Gran, es coneixen diverses relacions amb descendència:
- 1262. ∞ reina Constança de Sicília; 1262, 13 de juny, Montpeller
  - 1. l'infant Alfons d'Aragó (1265-1291), rei d'Aragó, rei de València i comte de Barcelona
  - 2. l'infant Jaume d'Aragó (1267-1327), rei de Sicília fins a la mort del seu germà el rei Alfons el 1291; després rei d'Aragó, rei de València i comte de Barcelona
  - 3. la infanta Elisabet d'Aragó (1271-1336), casada el 1288 amb Dionís I de Portugal
  - 4. l'infant Frederic d'Aragó (1272-1337), rei de Sicília
  - 5. la infanta Violant d'Aragó (1273-1302), casada el 1297 amb Robert I de Nàpols
  - 6. l'infant Pere d'Aragó (1275-1296)

- Amant: Maria Nicolau, amb qui tingué tres fills naturals:
  - 7. Jaume Pere.[4] Senyor de Sogorb i almirall. Casat amb Sança Fernández, filla de Fernando Díaz[5]
  - 8. Joan Pere
  - 9. Beatriu Pere.[6] Casada amb Ramon de Cardona, senyor de Torà

- Amant: Inés Zapata, amb qui tingué quatre fills naturals:
  - 10. Ferran Pere. Senyor d'Albarrasí
  - 11. Sanç Pere. Participà en les campanyes de la companyia Catalana d'Orient i fou castellà d'Amposta[7]
  - 12. Pere Pere. Casat amb Constanza Méndez Pelita de Silva, filla de Suero Méndez de Silva
  - 13. Teresa Pere. Casada en primeres núpcies amb García Romeu III, ric home aragonès, fill de García Romeu II. En segones núpcies amb Artal IV d'Alagón,[8] senyor de Sástago i Pina. En terceres núpcies amb Pero López d'Oteiza

## L'infant Pere d'Aragó:Heres Catalonie(1244-1276)
Jaume I el Conqueridor anà modificant els seus testament a mesura que anava tenint fills. A partir del testament del 1244, quan Pere tan sols tenia 4 anys, Jaume I decidí adjudicar sempre Catalunya al bloc de l'infant Pere. Aquesta situació es mantingué fins al darrer testament del 1262, quan de resultes de la mort del primogènit Alfons, l'infant Pere també rebé el Regne d'Aragó i el Regne de València en el seu bloc. Aquest fet singularitzà que l'infant Pere figurés com a Heres Catalonie («hereu de Catalunya»). El seu pare el rei en Jaume I el nomenà procurador general el 1257.

### Conquesta de Múrcia
El 1243 Castella havia sotmès a vassallatge l'Emirat de Mursiyya, quan Ibn Hud al-Dawla va signar les capitulacions d'Alcaraz. Però el 1264 els musulmans murcians es van revoltar contra Castella amb el suport de Regne de Granada i el Marroc. La reina Violant d'Aragó i d'Hongria, esposa d'Alfons X el Savi i filla de Jaume I, demanà ajut urgent al seu pare. Aleshores, tropes exclusivament catalanes comandades per l'infant Pere, el futur Pere III d'Aragó "el Gran" i que aleshores tenia 25 anys, derrotaren Muhammad ibn Hûd Biha al-Dawla en la campanya militar de 1265-1266. Després d'haver conquerit el territori, i d'acord amb el tractat d'Almizra, Jaume I el cedí novament al Regne de Castella.

### Revolta de Ferran Sanxis de Castre
L'any 1275, mentre l'infant Pere d'Aragó estava al Regne de Navarra amb la pretensió de casar-se amb Joana I de Navarra tot fent efectiu el tractat de Tudela, alguns nobles catalans, entre els quals es trobaven Ramon Folc V de Cardona, Jofre III de Rocabertí i el seu fill Dalmau, Arnau Roger I de Pallars Sobirà i Hug V d'Empúries, recolzats per nobles aragonesos com Artal de Luna, Ferriz de Liçana, Pere Cornel i Ximeno d'Urrea, es van revoltar amb la intenció d'obtenir diners, terres i privilegis i evitar anar a la guerra en suport de la corona de Castella, víctima dels atacs benimerins. El capitost de l'aixecament fou Ferran Sanxis de Castre, fill natural de Jaume I d'Aragó amb Blanca d'Antillón, que pretenia enemistar el rei amb l'hereu i gairebé reeixí quan Jaume I va fer prometre a l'infant Pere d'Aragó la devolució dels castells presos a Ferran un cop finida la revolta. Quan l'infant assaltà el castell d'Antillón, Ferran Sanxis de Castre contraatacà per tal d'alçar el setge, però fou derrotat i fugí al juny cap al castell de Pomar, encalçat pel seu germanastre disposat a prendre el seu refugi a l'assalt. Veient-se perdut, Ferran Sanxis de Castre provà de fugir disfressat de pastor mentre els seus soldats s'enfrontaren als de l'infant Pere d'Aragó, però fou atrapat quan intentava travessar el riu Cinca i l'infant Pere manà que fos ofegat al riu.

### Tercera revolta dels sarraïns valencians
L'any 1276 tingué lloc la tercera revolta dels sarraïns valencians, que havien alçat un exèrcit comandant per al-Azraq. El rei en Jaume I combinà diplomàcia i guerra per sufocar la revolució, provocant disputes internes entre els musulmans, i recuperant terreny. La tercera revolta mudèjar fou la que afectà més directament Alcoi, en els dominis antics d'Al-Azraq (Alcalà, Benissili, Pego, Benigànim, o Benissulema). Aquesta vegada, Alcoi fou defensat per quaranta cavallers que arribaren des de Xàtiva i derrotaren Al-Azraq en una maniobra de distracció. No obstant això, una vegada que l'exèrcit mudèjar inicià la fugida, alguns cavallers de Xàtiva, improvisadament, volgueren perseguir-los, i caigueren en una emboscada dels rebels encapçalats pel fill d'Al-Azraq, els quals es trobaven amagats per a un contraatac. Alcoi, per tant, quedà desprotegida, i el fill d'Al-Azraq aconseguí prendre-la, així com Xàtiva. A partir d'aleshores, la revolta s'estengué per tot el territori i posà en perill la totalitat del Regne de València, amb el fill d'Al-Azraq com a nou cap dels musulmans: mil peons moriscs atacaren Llíria, els mudèjars de Beniopa també es revoltaren, i l'exèrcit musulmà destruí Llutxent i avançaren regne endins per la vall d'Albaida.

## Regnat de Pere el Gran (1276-1285)

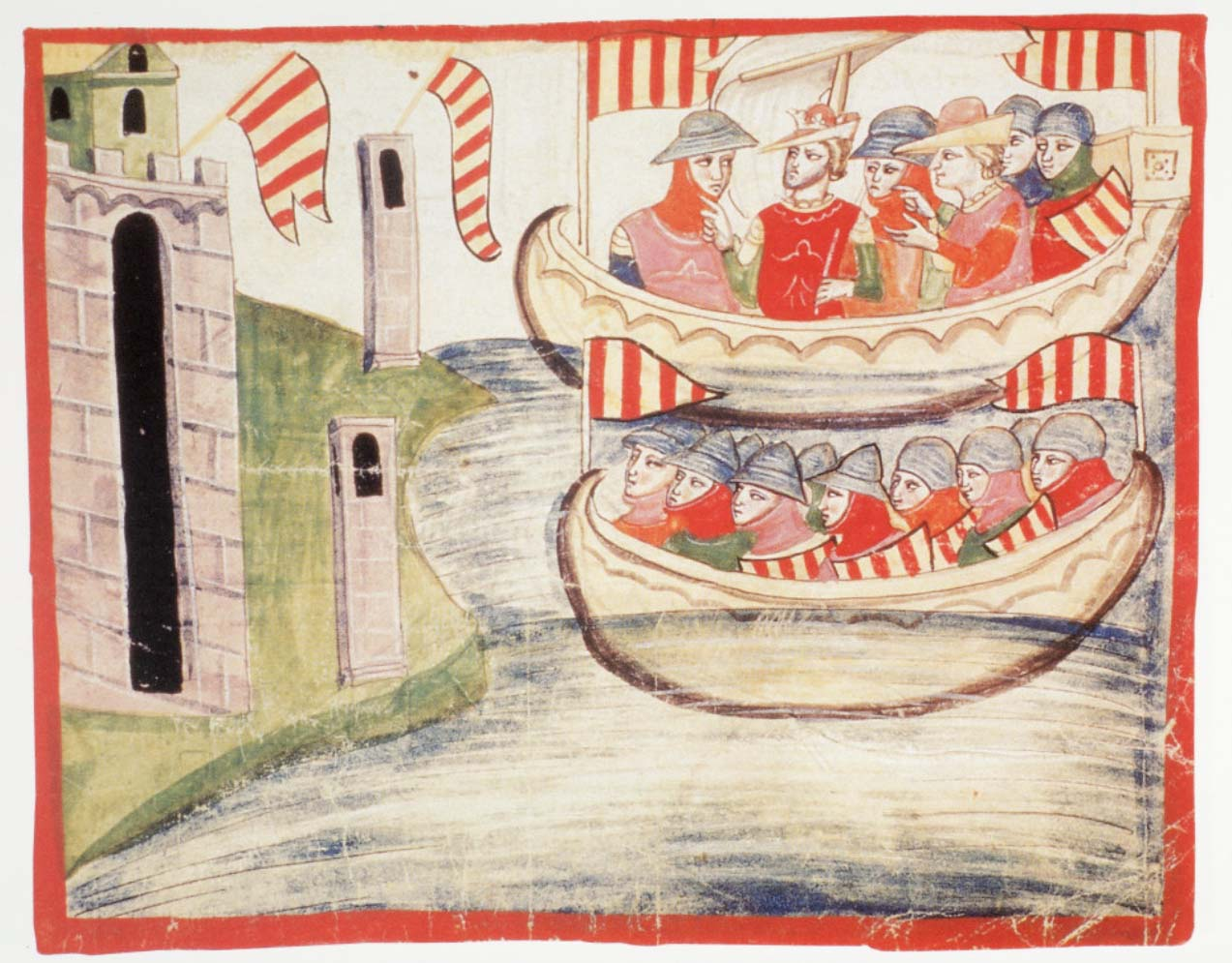
Guerra de Sicília (1282-1289): desembarcament de Pere II el Gran a Trapani, Sicilia. S'identifica el rei per la corona i la túnica vermella. Nuova Cronica de Giovanni Villani (principis s.XIV)

El regnat de Pere II fou breu, tan sols 9 anys, a causa d'una banda de la longevitat del seu pare el rei en Jaume I, i d'altra banda de la seva prematura mort a l'edat de 45 anys. Tot i així, en aquest breu període, el rei Pere prosseguí el militarisme que l'havia caracteritzat quan encara era infant i aconseguí la conquesta del Regne de Sicília, fita que obrí el camí a la posterior expansió mediterrània de la corona d'Aragó durant el segle xiv.

### Esclafament de la tercera revolta dels sarraïns valencians
El primer any del seu regnat, hagué de fer front a la tercera revolta mudèjar al Regne de València. El rei en Pere esclafà l'aixecament musulmà derrotant la darrera de les revoltes morisques comandada pel fill d'Al-Azraq i conquerint la ciutat de Montesa el 1277.

### Revolta nobiliària
Les despeses bèl·liques del seu pare i la rebel·lió morisca al Regne de València havien malmès la hisenda de la corona, i va pretendre imposar sense passar per les corts, i només a Catalunya, el cobrament del bovatge. Això va causar un gran descontentament entre la noblesa catalana (les dinasties d'Urgell, de Foix, de Pallars, de Cardona, d'Erill), encapçalada pel comte Roger Bernat III de Foix, al qual es va unir el comte d'Urgell, el de Pallars, el vescomte de Cardona i d'altres. Pere el Gran va reunir els nobles fidels de València i Catalunya i la revolta d'aquests nobles fou derrotada en el setge de Balaguer (1280), finalitzant així l'oposició feudal a Catalunya.

### Construcció de les reials drassanes de Barcelona

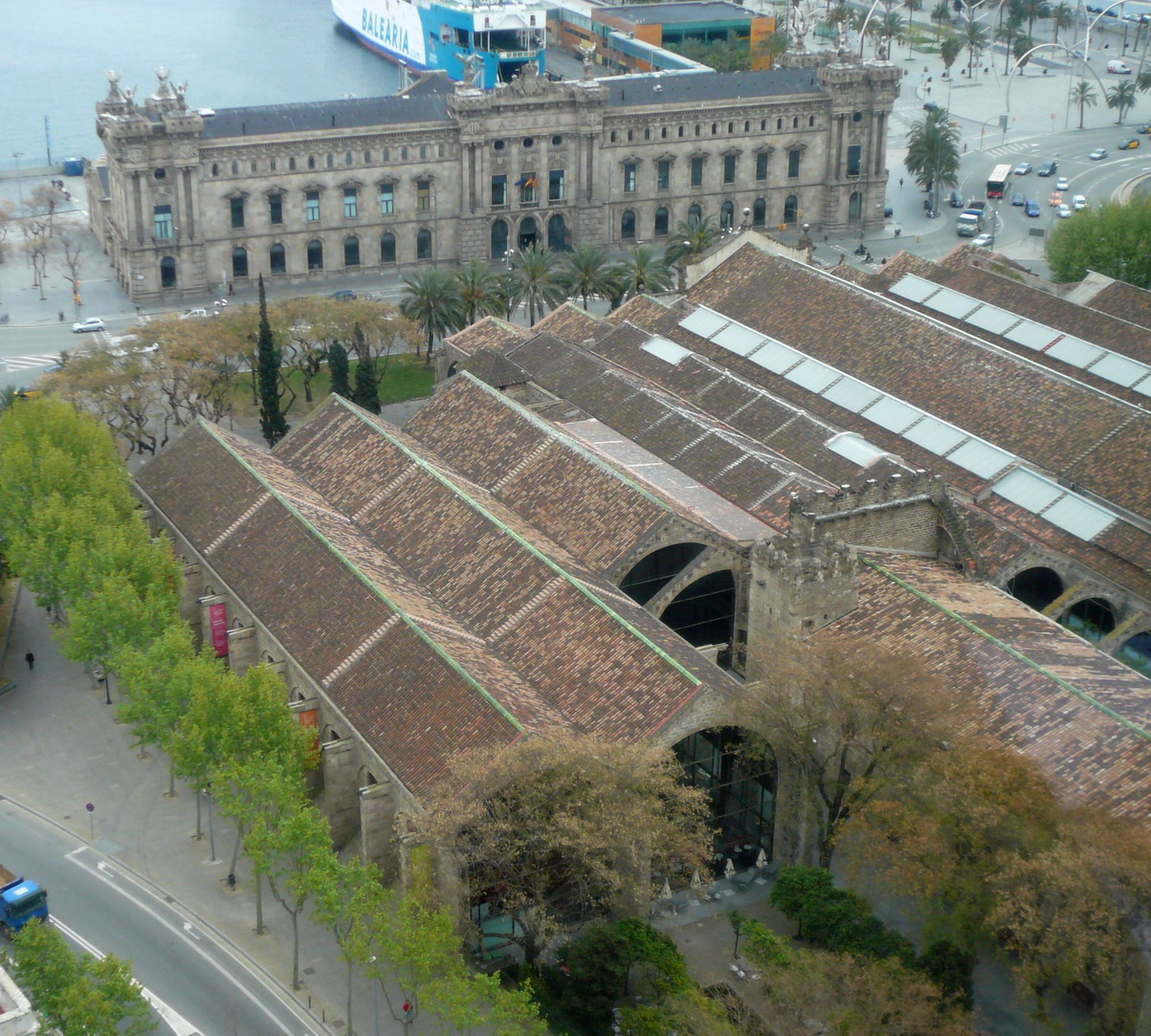
Drassanes reials de Barcelona

Durant el regnat de Pere II el Gran, entre els anys 1280/1300, es va iniciar la construcció de les drassanes reials de Barcelona, que constaven d'un ampli edifici emmurallat de planta rectangular amb quatre torres als seus angles, de les quals dues encara existeixen. Inicialment no estaven cobertes, i no fou fins al regnat de Pere III el Cerimoniós que les drassanes reials de Barcelona foren cobertes, gràcies a l'aportació de 10.000 florins en set anys del Consell de Cent de Barcelona.

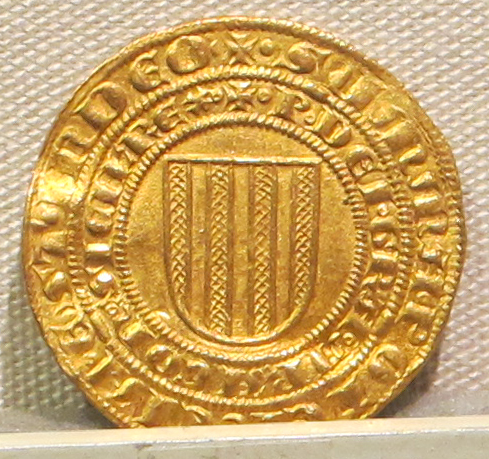
Moneda d'or de Pere el Gran i la seva dona Constança de Sicilia. Pietro e Costanza d'Aragona, Messina, Sicilia (1282-1285)

### Conquesta del Regne de Sicília

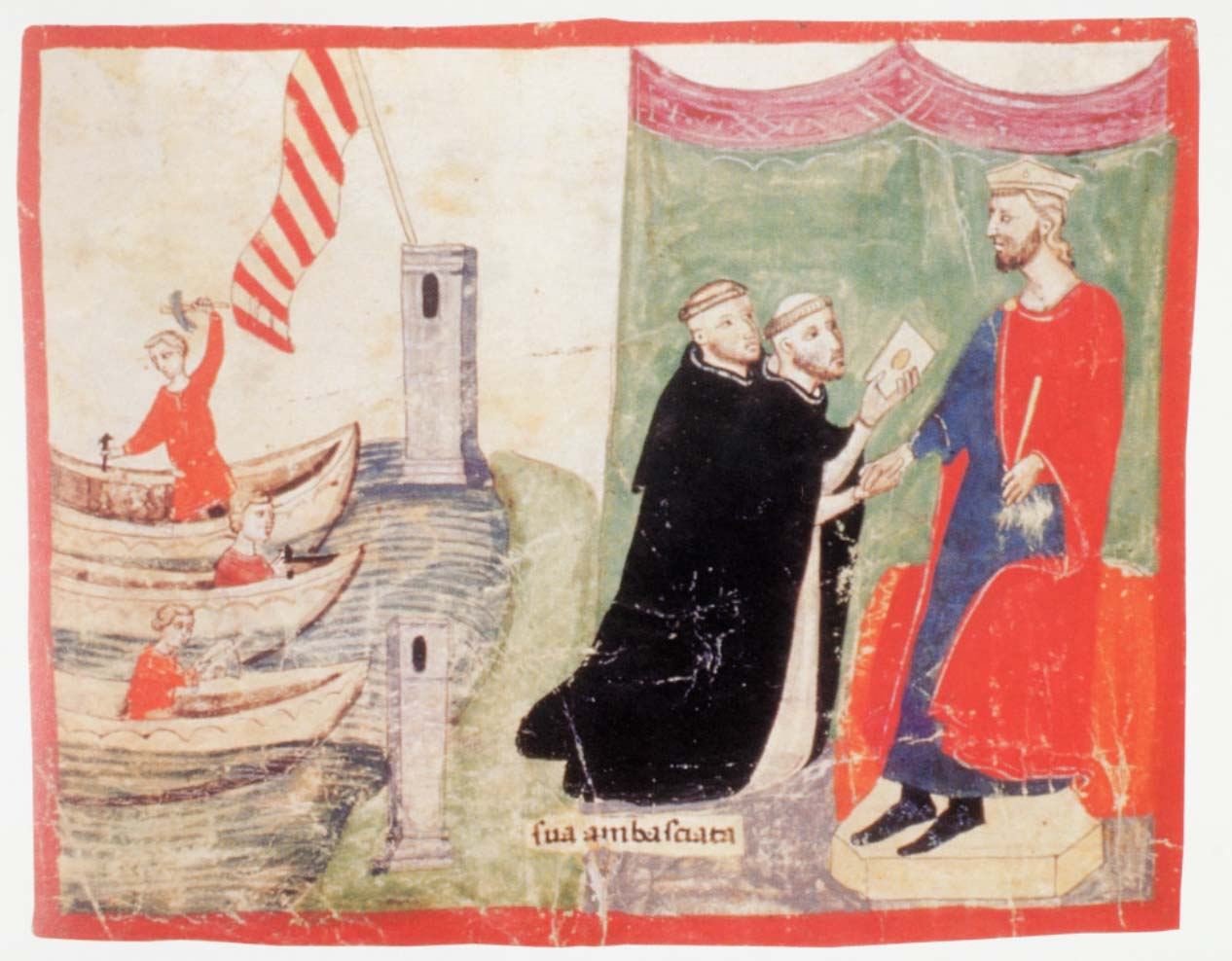
Pere III d'Aragó, dit "el Gran" rep la visita de dos frares dominics enviats pel papa Martí IV abans de la conquesta de Sicília. extracte de la Nuova Cronica de Giovanni Villani

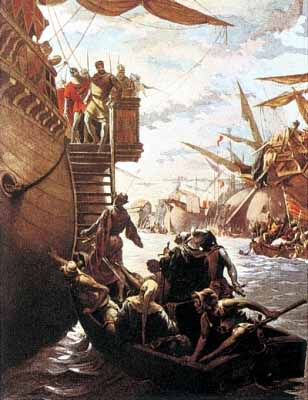
Batalla del golf de Nàpols. Obra de Ramon Tusquets i Maignon, 1885. Almirall Roger de Llúria: "cap peix gosarà alçar-se sobre el mar, si no porta un escùt o un senyal del rei d'Aragó en la cua".

El 1266, Carles I d'Anjou, amb el beneplàcit del papa Climent IV, envaí el Regne de Sicília governada per la nissaga dels Hohenstaufen, casa de la muller d'en Pere, Constança de Sicília, que era filla del rei Manfred I de Sicília i legítima hereva, després de les morts del seu pare el mateix 1266 i del seu cosí Conradí de Sicília el 1268, tots dos degut a la invasiò del francés que fou recolzada pel papa. Constança reclamà el regne i Pere posà fil a l'agulla per aconseguir-lo. Primer va tractar de neutralitzar els sobirans veïns; així, va fer signar al seu germà Jaume II de Mallorca el tractat de Perpinyà de 1279, pel qual aquest se'n reconeixïa feudatari. Amb el Regne de Castella inicià unes converses que foren molt positives: així, pels tractats de Campillo i Ágreda de 1281 amb el rei Alfons X de Castella i l'infant Sanç (futur Sanç IV de Castella) s'establí una aliança forta. Amb el Regne de Portugal establí el casament de la seva primogènita Elisabet d'Aragó amb el rei Dionís I de Portugal. I per neutralitzar el Regne d'Anglaterra prometé el seu hereu Alfons amb Elionor d'Anglaterra, filla d'Eduard I d'Anglaterra. Per contra, amb el Regne de França les converses no foren bones.
L'elecció del papa Nicolau III el 1277 va permetre veure l'esperança d'una solució en el conflicte, però la mort d'aquest el 1280 i l'elecció del papa profrancès Martí IV capgirà les coses. Després d'un aixecament popular dels sicilians el 30 de març de 1282, anomenat les Vespres Sicilianes, aquests oferiren a Pere el Gran la corona de Sicília i aquest mateix n'emprèn la conquesta als francesos, que encapçalats per Carles d'Anjou i ajudats pel papa Urbà IV l'havien presa al seu sogre Manfred I de Sicília, que morí en ser derrotat en la batalla de Benevent el 1266. Així doncs, la flota catalana arribà al nord d'Àfrica i d'allà, cridada pels sicilians, entrà a Palerm mentre les tropes angevines es retiraren al Regne de Nàpols. La força expedicionària catalana estava composta per l'exèrcit de terra, comandat per Guillem Galceran de Cartellà, compost per almogàvers, ballesters i llancers, mentre que la flota catalana comandada per Roger de Llúria va haver de defensar constantment l'illa de Sicília dels atacs angevins. Així, els derrotà al port de Malta el 1283 (per la qual cosa Malta i Gozzo passaren a estar associades a Sicília), i a la badia de Nàpols el 1284, on fou fet presoner l'hereu angeví.
La conquesta de Sicília es finançà amb aportacions de jueus i els impostos de les aljames. L'infant Alfons demanà un subsidi de 200.000 sous als jueus l'any 1282. Els jueus del Regne de València donaren 25.000 sous. Els aragonesos 75.000 sous i la resta (100.000 sous) fou pagada per les aljames catalanes.

### El tractat d'Àgreda
Pel tractat d'Ágreda de 1281, Pere el Gran va obtenir d'Alfons X de Castella els castells de Pueyo i Ferrellón, el terme de Pozuelo, i la vall d'Aiora, i de Sanç de Castella, Requena i la sobirania sobre la senyoria d'Albarrasí, un cop aquesta fos conquerida per Castella o Aragó, a canvi del reconeixement de Sanç com a hereu de la corona de Castella.

### Croada contra la Corona d'Aragó

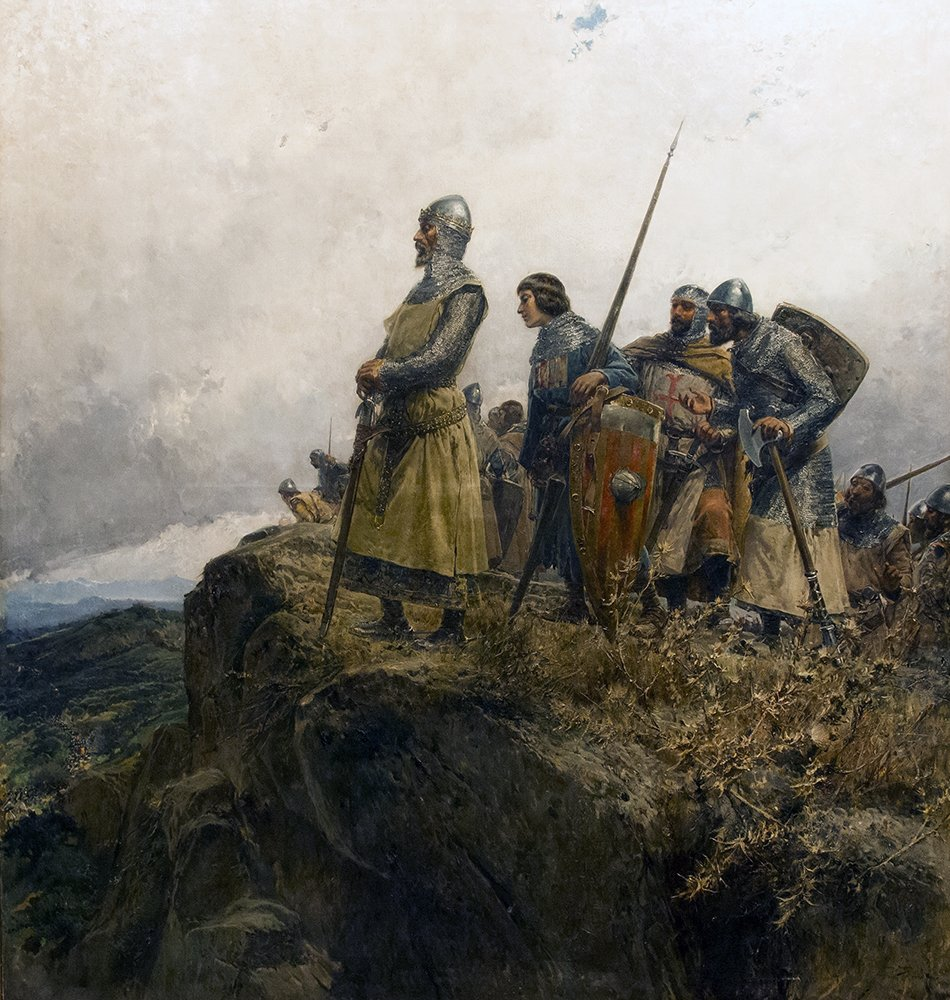
Pere II el Gran al coll de Panissars. Obra de Mariano Barbasán, 1889

El novembre de 1282 el papa Martí IV excomunicà Pere el Gran, i el març de 1283 fou desposseït de tots els seus regnes, que foren adjudicats al rei francès l'agost d'aquell any. Les hostilitats obertes entre el Regne de França i la corona d'Aragó van començar amb els atacs d'Eustaqui de Beaumarchais a la frontera entre el Regne de Navarra i el Regne d'Aragó, i a la Vall d'Aran. Fou llavors quan el rei de França, Felip III l'Ardit, inicià la croada contra Catalunya. Amb l'ajuda del papa Martí IV i de Jaume II de Mallorca, germà del rei, un exèrcit francès, comandat pel mateix Felip III l'Ardit, envaí el nord de Catalunya el 1285 i el rei activà l'usatge princeps namque convocant a la defensa del territori. La ciutat de Girona fou assetjada del 27 de juny al 10 de setembre, però l'estol català comandàt per Roger de Llúria derrotà el francès en la batalla naval de les Formigues el 4 de setembre. A causa d'aquesta derrota naval i, en terra, en la batalla del coll de Panissars a l'octubre, els francesos s'haguèren de retirar. Felip III l'Ardit, greument malalt, morí a Perpinyà. 
| «                                                              | «Certes, ço dix lo rey als missatgers, fort ha poch en la terra de Catalunya aquell qui l'ha donada a altre, e menys aquell qui la ha presa; car mon linatge l'ha conques ab espa. Per que sabreu tuyt que: qui la volra costar li ha». | » |
| — Frase de Pere el Gran a la, Crònica de Bernat Desclot; CXLIV | |   |

Tanmateix, els francesos mantingueren l'ocupació de la Vall d'Aran. El mateix 1285, el rei Pere envià una flota contra el seu germà Jaume II de Mallorca, al qual li confiscà el regne. Però el rei Pere no pogué veure els resultats de l'expedició en morir pocs dies després. Pel tractat d'Argelers de 1298, Felip IV de França cedí la Vall d'Aran a un tercer sobirà, Jaume II de Mallorca. Finalment la recuperà Jaume el Just d'Aragó el 1313, que hi restituí els usatges i constitucions dels seus habitants, que els francesos els havien arrabassat.

### Desafiament de Bordeus
El desafiament de Bordeus fou un desafiament llançat per Pere el Gran a Carles d'Anjou segons el qual s'havia de celebrar un duel entre els dos a Bordeus acompanyats de 100 cavallers del Regne de França i 100 cavallers de la Corona d'Aragó. L'objectiu era decidir el futur de Sicília. El duel s'hauria d'haver celebrat l'1 de juny de 1283. Pere el Gran es va assabentar que era una trampa, així que es va disfressar de mercader i va viatjar a Bordeus d'amagat acompanyat de tres cavallers disfressats de servents. Allà es va identificar davant de les autoritats locals, provant que havia complert el compromís i denunciant el parany francès. Tot seguit tornaria a Catalunya.

### Privilegi general d'Aragó
La política expansionista mediterrània que inicià el rei en Pere II el Gran amb la Guerra de Sicília (1282-1289) i que provocà la croada contra la corona d'Aragó havia suposat un fort desgast en les finances de la corona. El 1283 el rei va reunir les corts de Tarassona (1283-1284), i pressionat per la Unió d'Aragó, va haver de concedir el privilegi general d'Aragó, que confirmava els privilegis d'Aragó, Terol, Ribagorça i València, i atorgava que el Parlament aragonès es convocaria cada any, que el rei no declararia la guerra sense escoltar el Parlament d'Aragó, i que el justícia d'Aragó intervindria en els plets que arribessin a la cort.

### Conquesta i annexió de la senyoria d'Albarrasí
A la tornada del desafiament de Bordeus, desafiament llançat per Carles d'Anjou al rei Pere el Gran i en el qual aquest darrer deixà en manifest ridícul al primer, Joan Núnyez de Lara, el senyor d'Albarrasí, va posar un parany a Pere el Gran per fer-lo presoner i lliurar-lo al rei de França i per també atacar l'Aragó. Això va fer que, durant l'hivern de 1284, mentre Núnyez de Lara es trobava a Treviño cercant reforços navarresos per defensar-se dels aragonesos, la vila d'Albarrasí fos assetjada i, encara que havia quedat ben defensada, finalment es va rendir i Núnyez de Lara va veure's obligat a exiliar-se a França.

### Esclafament de la revolta de les classes populars
El rei hagué de convocar nombroses corts en tots els seus territoris davant la croada contra la corona d'Aragó perpetrada pel rei francès, i que els estaments veieren com una ofensa a la política autoritària i personalista del rei. Les concessions que hagué de fer el rei afavoriren l'oligarquia urbana, la posició de la qual es va consolidar en detriment de les classes populars; unes classes populars que es revoltaren contra el rei Pere el Gran el 1285, però que acabà amb l'execució del seu cabdill Berenguer Oller.

## Política comercial
Va formar l'expedició a Tunis, on va conquerir als almohades l'illa de Gerba el 1282 i les illes dels Quèrquens el 1286. Totes aquestes illes estan situades davant de les costes de Tunísia i no van ser recuperades pels tunisians fins al 1335. Va mantenir bones relacions amb el Regne nassarita de Granada, així com amb els marínides de Fes, per tal que aquests no s'interferissin en els assumptes dels sarraïns valencians. Amb aquests bones relacions, el comerç català es veié afavorit, cosa que incrementà les aportacions a les arques de la corona.

## Obra legislativa
A les corts de Tarassona del 1283, els aragonesos formaren la Unió d'Aragó i presentaren al rei el privilegi general d'Aragó; així mateix, els catalans a les corts de Barcelona (1283) també presentaren al rei nombroses peticions que foren aprovades en la constitució Una vegada l'any, Volem, estatuïm i Atorguem encara. Aquests privilegis són la base del constitucionalisme aragonès i català, que cimentaren la imposició del característic pactisme dels territoris de la corona d'Aragó. Així mateix, concedí a la ciutat de Barcelona el famós privilegi Recognoverunt Proceres, que confirmà i amplià les consuetuds del dret municipal i els privilegis del dret públic, consolidant el funcionament del Consell de Cent, vigent fins a la seva prohibició per Felip V el 1714.

## Obra literària
El rei Pere és autor d'obres trobadoresques en occità, en concret, de dos sirventesos; en el primer, intercanvia uns versos amb el joglar Peironet (potser el mateix Pere Salvatge de qui parlarem tot seguit). El segon sirventès forma part d'un conjunt de cinc composicions que són, en aquest ordre, de Bernart d'Auriac, Pere el Gran, Pere Salvatge (l'única composició certa que se'n conserva), Roger Bernat III, comte de Foix i vescomte de Castellbò, i un cinquè personatge anònim. La croada contra el rei de Felip III de França i Jaume II de Mallorca fou el motiu d'aquests sirventesos; el cicle de sirventesos, l'inicia Bernart d'Auriac (profrancès) i tot seguit li responen el rei Pere i Pere Salvatge, que després reben la rèplica profrancesa de Roger Bernat i l'anònim. Durant aquests mesos, els sirventesos es convertiren en una arma de propaganda política important, en què, amb al·legories o directament, les dues parts en conflicte procuraren aconseguir el clima propici a les seves causes respectives.

## El rei Pere III d'Aragó en la literatura catalana medieval
Malgrat que el rei Pere el Gran no va escriure cap crònica com el seu pare, el seu regnat fou exaltat per Bernat Desclot en el Llibre del rei en Pere e dels seus antecessors passats. Així mateix, també apareix en la crònica del seu pare, el Llibre dels feyts, en la seva època d'infant, i en la Crònica de Ramon Muntaner.

### Pere el Gran, un rei aragonesoparlant

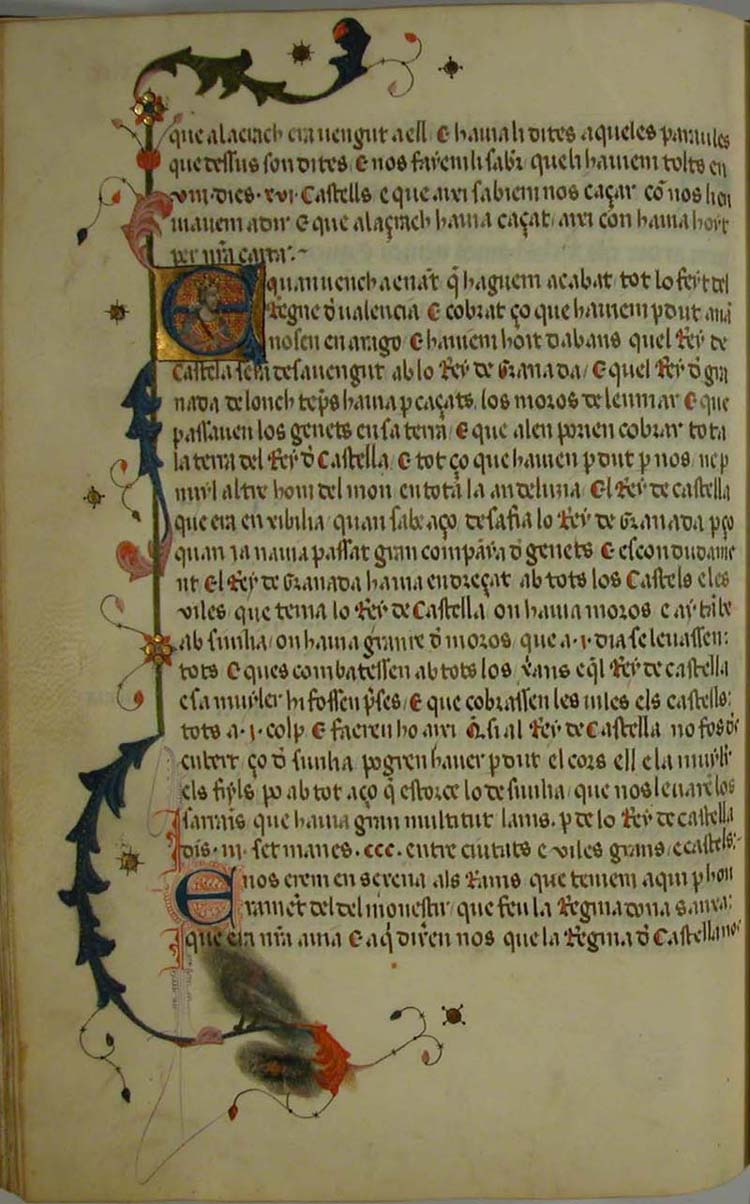
Foli d'un dels manuscrits del Llibre dels fets

Un dels trets característics del Llibre dels feyts de Jaume I són les locucions en la llengua pròpia dels interlocutors; així, apareixen paraules en àrab en boca dels musulmans de Mallorca i València, o en castellà en boca dels reis de Castella. En aquest context característic de la crònica, un dels diàlegs entre el rei Jaume I i el seu fill Pere revela que, tot i ser el català la llengua materna, aquest últim sabia parlar en aragonès, ja que quan Jaume I li feu una pregunta en català, l'infant Pere li respongué en aragonès:
| « | E uench al dia ab tota sa companya, e entra a nos en les nostres cases de Xatiua: e nos leuam nos per ell, e acuylim lo be e alegrament cant uim que ell tan humilment uenia a nos: e dixem li ques nanas posar, e que al mati ell parlaria ab nos. E ell dix nos que no iria a posada ni en loch del mon, mas quens pregaua ens clamaua merce que nos enuiassem per nostres cauallers, e per dels bons homens de la vila: e nos faem ho. E quan tots foren uenguts leuas en peus, e dix: Seyor, lo que yo feyto he me pesa muyto, e muyto gran dolor ne en mon coraçon cant jo feyto he neaguna cosa que a uos pesa: e uiengo aqui a uostra merce, e fets de mi e de les mies coses lo que uos queredes, e de los mios, e dats lo que uos queredes, e prendet lo que uos en queredes. E anas gitar als nostres peus, e besals nos, e pregans per Deu que li perdonassem. E nos fom tot remogut, e pres nos dolor dell, e no poguem estar quells vuyls bons uinguessen en lagremes, e uim la gran deuocio sua, e perdonam li. | » |
| — Diàleg entre Jaume I en català i el seu fill Pere el Gran en aragonès al, Llibre dels Feyts; cap 520 | |   |

### Pere II "el Gran", un rei estimat pels catalans

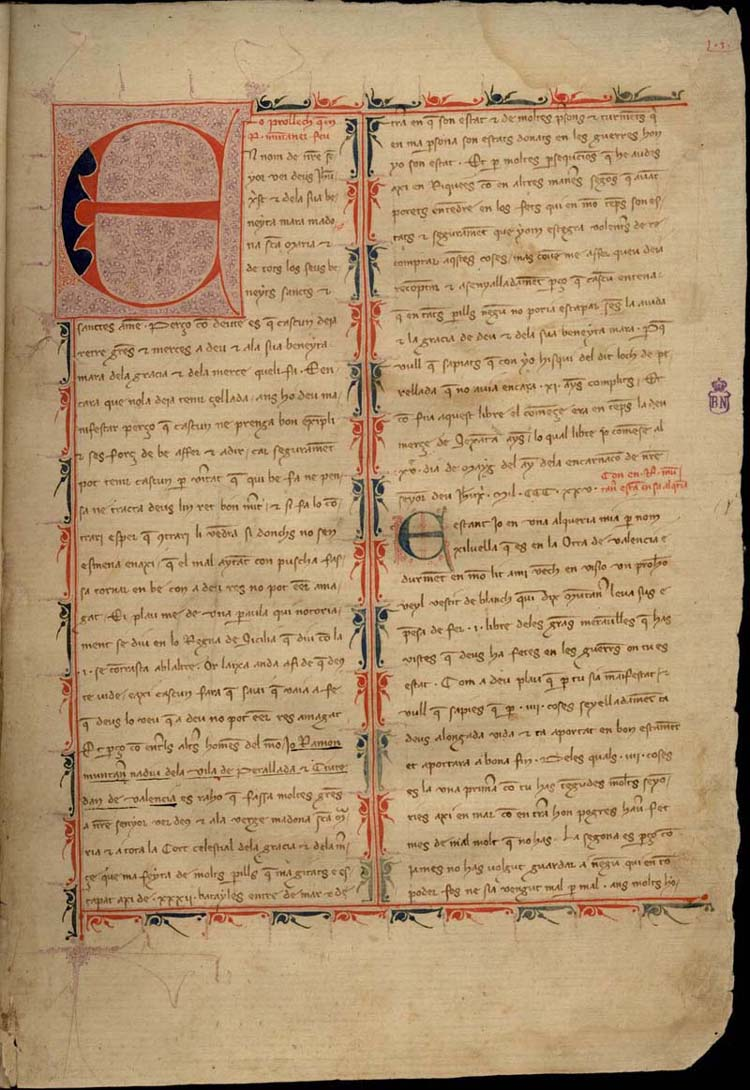
Foli d'un dels manuscrits de la Crònica de Ramon Muntaner

La Crònica de Bernat Desclot és la que descriu amb més detall el regnat de Pere el Gran. Un dels episodis de la seva crònica descriu com, durant la croada contra la corona d'Aragó, el rei va lluitar per defensar Catalunya de la invasió francesa. En aquest context, el comtat de Rosselló, que seguint el testament de Jaume I havia estat separat de Catalunya i restava sota el domini del rei Mallorca, es convertí en escenari de la guerra. Els rossellonesos no dubtaren a expressar el seu amor i predilecció pel rei Pere III d'Aragó:
| « | «E donchs! ço dix lo rey de França no es axi com nos trames a dir lo rey de Mallorques; car dix que seria ab nos; e ara, a mon semblant, es nos contrari. -Senyor, ço dix lo comte de Foix, no es gens; mas devets saber que tots los homens de Rosello amen mes En Pere de Arago que lo rey de Mallorques, el volrien mes a senyor. E tot ço que han fet ne faran d'aqui avant contra nos, faran oltra la volentat del rey de Mallorques qui es llur senyor, e per la amor que han a'n Pere d'Arago. -E donchs! ço dix lo rey de França, ells son traydors. Via vers ells! E prenam lo castell per grat o per força». | » |
| — Com lo rey de França vench ab tot son poder sobre lo rey d'Arago e sa terra, ço es en Catalunya, Crònica de Bernat Desclot; cap CXXXVII | |   |

### Pere el Gran, un rei conqueridor
La Crònica de Ramon Muntaner també tractà a bastament el regnat de Pere el Gran i la conquesta del Regne de Sicília. Pere el Gran endegà aquesta conquesta contra el francès Carles I d'Anjou, que abans havia ocupat el Regne sicilià i assassinat els familiars de Constança de Sicília, l'esposa del rei Pere el Gran:
| « | E axi lo senyor rey en Pere Darago, com hach enteses les batalles e les vençons que el rey Carles hach feytes per la conquesta que hach presa, fo molt despagat e fello per la gran amor que hauia a madona la regina muller sua e per sos fills que eil amaua molt. Per que posa en son cor, que james no sería alegre entro venjança nagues presa. | » |
| — Com lo senyor rey en Pere DAragó pensa e mes en son cor de hauer la venjança dels reys Manfre e Corali, Crònica de Ramon Muntaner; cap 37 | |   |

## Sepulcre de Pere el Gran

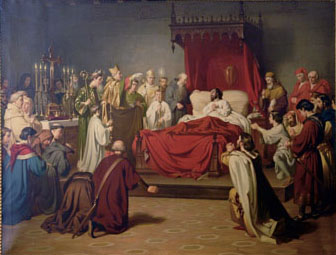
Mort de Pere el Gran (Claudi Lorenzale i Sugrañes, 1870) Vilafranca del Penedès

### 1285. Mort sobtada i primer enterrament
El 1285, el rei en Pere decidí acabar l'aliança entre el rei de França i el rei de Mallorca, el seu germà. Manà a l'estol reial que endegués una expedició contra el Regne de Mallorca per tal de reannexionar-lo a la corona d'Aragó, però quan es dirigia cap al port d'on havia de sortir l'estol, va emmalaltir sobtadament i morí al llit la nit del 10 a l'11 de novembre del 1285 al palau reial de Vilafranca del Penedès. Abans de morir, va ordenar que deixessin lliures tots els presoners francesos que havien estat capturats durant la guerra amb França i va aconseguir escoltar la notícia que els francesos ja havien abandonat la ciutat de Girona. Una vegada Arnau de Vilanova, el metge reial des del 1281, va haver certificat la mort del rei, va començar una llarga comitiva fúnebre per enterrar el rei en una sepultura decent i honorífica al Reial monestir de Santa Maria de Santes Creus de l'orde del Cister, tal com havia deixat escrit en el seu testament de 1282. Era el primer rei del casal d'Aragó a ser enterrat en aquest monestir. La llarga i solemne comitiva des de Vilafranca va trigar alguns dies fins que va arribar al Reial monestir de Santa Maria de Santes Creus, on, amb gran solemnitat, se celebraren les exèquies fúnebres pel sobirà, que fou enterrat davant l'altar major de l'església del monestir.

### 1292. Jaume II d'Aragó ordena l'edificació del nou sepulcre
Entre 1285 i 1291, quan Jaume d'Aragó era rei de Sicília, aquest envià al monestir de Santa Maria de Santes Creus pedres de pòrfir per a la tomba del seu pare. La inspiració de Jaume II d'Aragó per al disseny de la tomba provenia de la seva visita a les tombes dels reis sicilians del llinatge Hohenstaufen a la catedral de Palerm, i especialment de dues dels seus avantpassats materns, els emperadors Enric VI i Frederic II, enterrats ambdós en banyeres o alvei romans de pòrfir reutilitzats com a sarcòfags funeraris. Concebé així el projecte de dedicar un monument funerari semblant pel seu difunt pare. Per l'abrupta mort del seu germà, el rei en Jaume esdevingué l'any 1291 rei d'Aragó. Poc temps després, començà els preparatius per a l'edificació d'un nou sepulcre que supervisà personalment: entre el 14 i el 16 d'abril del 1292 encarregà a Bertomeu de Girona la direcció de les obres, el 1293 feu un pagament de 10.000 sous per a la tomba, el 14 de maig del 1294 ordenà al picapedrer Guillem d'Orenga que s'incorporés a les obres i instruí Bartomeu de Girona perquè usés les pedres que ell havia fet portar des de Sicília. El 18 d'abril del 1295, donà instruccions per a la col·locació del sarcòfag «amb els peus cap a l'altar, com és costum».
La reutilització de banyeres romanes de pòrfir fou un ritu que caracteritzà ja el Baix Imperi Romà i l'Imperi Romà d'Orient; durant l'edat mitjana, els emperadors carolingis recuperaren aquesta pràctica funerària per reforçar la idea de la resurrecció de l'imperi a Europa, pràctica que també seguiren els Sants Pares de Roma, així com els emperadors del Sacre Imperi i sobirans de Sicília. El projecte funerari concebut per Jaume II d'Aragó per a la tomba dels seu pare constituïa un veritable manifest polític que convertia els sobirans de la corona d'Aragó en depositaris de la tradició imperial, siciliana i gibel·lina que havia caracteritzat els emperadors de la dinastia Hohenstauffen.

### 1302. Trasllat del cos a la nova sepultura

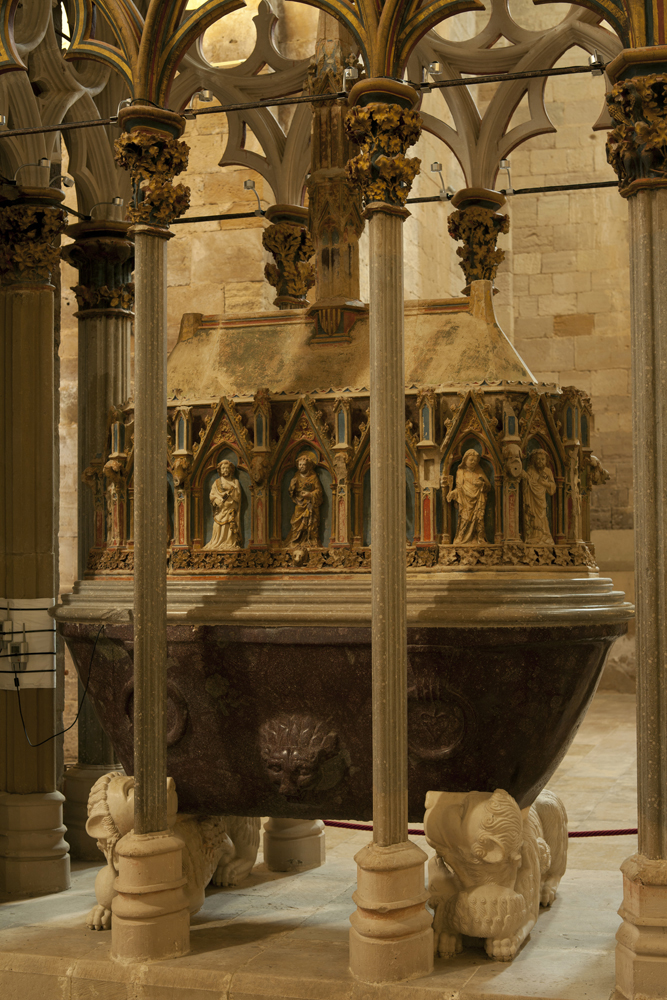
Tomba de Pere el Gran al monestir de Santes Creus

El 9 de desembre del 1299, Jaume II d'Aragó convocà els abats del Cister per al trasllat del cos, que estava previst realitzar el 15 de gener del 1300, però finalment el traslladat fou posposat. Finalment, entre el 2 i el 3 de desembre del 1302, es traslladà el cos de Pere III d'Aragó «el Gran» al nou sepulcre i el cos del rei fou sebollit en una urna de pòrfir roig que l'almirall Roger de Llúria havia fet portar ex professo del conquerit Regne de Sicília. El desembre del 1305, el rei en Jaume II d'Aragó ordenà l'embelliment del sepulcre del seu pare al mestre de Lleida Andreu de Torre, encarregant-li la decoració pictòrica de les columnes, així com dels capitells del baldaquí, fet amb marbre procedent de les pedreres de Sant Feliu de Guíxols. La tomba és un vas de pòrfir elaborat en època antiga que originàriament devia ser una sumptuosa banyera romana feta de pedra provinent d'Egipte. Reutilitzada com a sarcòfag reial, la banyera és originària del palatí romà i només en queden onze exemplars en tot Europa. Aquesta vas de pòrfir és cobert per una pesada tapa de pedra de Girona amb forma de templet i esculpit amb imatges dels apòstols, dels sants i de la Mare de Déu, totalitzant setze figures que s'allotgen als espais entre els arquets gòtics trevolats. El templet és cobert per una tapa a manera de sarcòfag i culminat amb un pinacle que s'eleva des del centre de la coberta. El vas de pòrfir descansa sobre el llom de dos lleons de marbre blanc i tot el conjunt resta a l'aixopluc d'un baldaquí d'estil gòtic amb decoracions de traceria. Tant el baldaquí com la tapa del templet tenen abundants restes de policromia, en què predominen els tres colors de la casa reial d'Aragó: el roig, el daurat i el blau. L'epitafi del rei està col·locat davant del mausoleu, en el pilar que separa el presbiteri de la capella lateral del creuer, on resa la inscripció següent:
| « | PETRUS QUEM PETRA TEGIT GENTES ET REGNA SUBEGIT / FORTES CONFREGITQUE CREPIT, CUNCTA PEREGIT, / AUDAX MAGNANIMUS SIBI MILES QUISQUI FIT UNUS, / QUI BELLO PRIMUS INHERET JACET HIC MODO IMUS, / CONSTANS PROPOSITO VERAX SERMONE FIDELIS, / REBUS PROMISSIS FUIT HIC ET STRENUUS ARMIS, / FORTIS JUSTITIA VIVENS AEQUALIS AD OMNES, / ISTIS LAUDATUR VI MENTIS LAUS SUPERATUR, / CHRISTUS ADORATUR DUM PENITET UNDE BEATUR, / REX ARAGONENSIS COMES ET DUX BARCINONENSIS, / DEFECIT MEMBRIS UNDENA NOCTE NOVEMBRIS, / ANNO MILLENO CENTUM BIS ET OCTUAGENO, / QUINTO, SISTE PIA SIBI TUTRIX VIRGO MARIA. | » |

A terra, davant el sepulcre del sobirà, hi ha la senzilla llosa funerària que cobreix la tomba de l'almirall general de l'armada reial Roger de Llúria, el qual manifestà la voluntat de ser enterrat als peus del seu senyor i amic personal el rei Pere III d'Aragó «el Gran». El text de la llosa funerària resa:
| « | ASI:IAU:LO:NOBLE:EN:R / DE:LURIA:ALMIRALL:GENE / RAL:DLS:REGNES:DARAGO / ED:CICILIA:P:LO:SENOR:REI / DARAGO:E:PASSA:DESTA / VIDA:EN:LAYN:DE:LA:EN / CARNACIO:DE:NOSTRE:SE / NOR:IHU:CRIST:MIL:T:CCC / T:IIII:XUI:KALENDES / DE:FEBRER. | » |

### 1836. Profanació de la tomba del seu fill
Amb la desamortització de Mendizábal, el recinte religiós quedà totalment abandonat i sense cap mena de protecció. L'1 d'agost del 1836, tropes franceses de la legió d'Alger i algunes companyies de miquelets a sou prengueren l'edifici abandonat per allotjar-s'hi. Durant la seva ocupació, les tombes del rei Jaume II d'Aragó i de la seva muller foren profanades i el cos del rei fou cremat amb malícia, restant tan sols algunes restes dins el sepulcre; la mòmia de la seva muller fou llançada a un pou, i fins al 1854 no pogué ser recuperada. Afortunadament, la tomba del rei Pere el Gran no pogué ser profanada a causa del pes de la tapa de marbre que la protegia.

### 1856. Inici dels treballs de restauració
El 1856 Bonaventura Hernández Sanahuja, de la Comissió de Monuments provincial de Tarragona, inicià els treballs de restauració de la tomba de Jaume II d'Aragó i Blanca d'Anjou. El 6 de desembre del 1857, Bonaventura Hernández Sanahuja i mossèn Miquel Mestre aconseguiren aixecar poc més d'un pam de la pesada tapa i «...per l'obertura van aconseguir introduir una candela encesa, amb la llum de la qual van poder examinar amb detall què contenia l'urna de pòrfir. La mòmia del rei Pere...».

### 2009. Restauració del monestir i dels sepulcres reials
En el marc dels actes de commemoració del 850 anys de la fundació del Reial monestir de Santa Maria de Santes Creus, el Museu d'Història de Catalunya com a gestor del patrimoni històric català, i la Generalitat de Catalunya com a dipositària de la titularitat del monestir, endegaren un projecte de restauració i adequació global que incloïa la restauració dels malmesos sepulcres reials. Realitzats els primes estudis, es constatà no sols que el sepulcre de Pere el Gran estava intacte sinó que era l'única tomba d'un sobirà del casal d'Aragó que no havia estat mai profanada, constituint un cas excepcional per a l'estudi històric dels ritus i pràctiques mortuòries medievals a tot Europa.

### 2010. Anàlisi genètica de tots els sobirans del casal d'Aragó del llinatge dels comtes de Barcelona

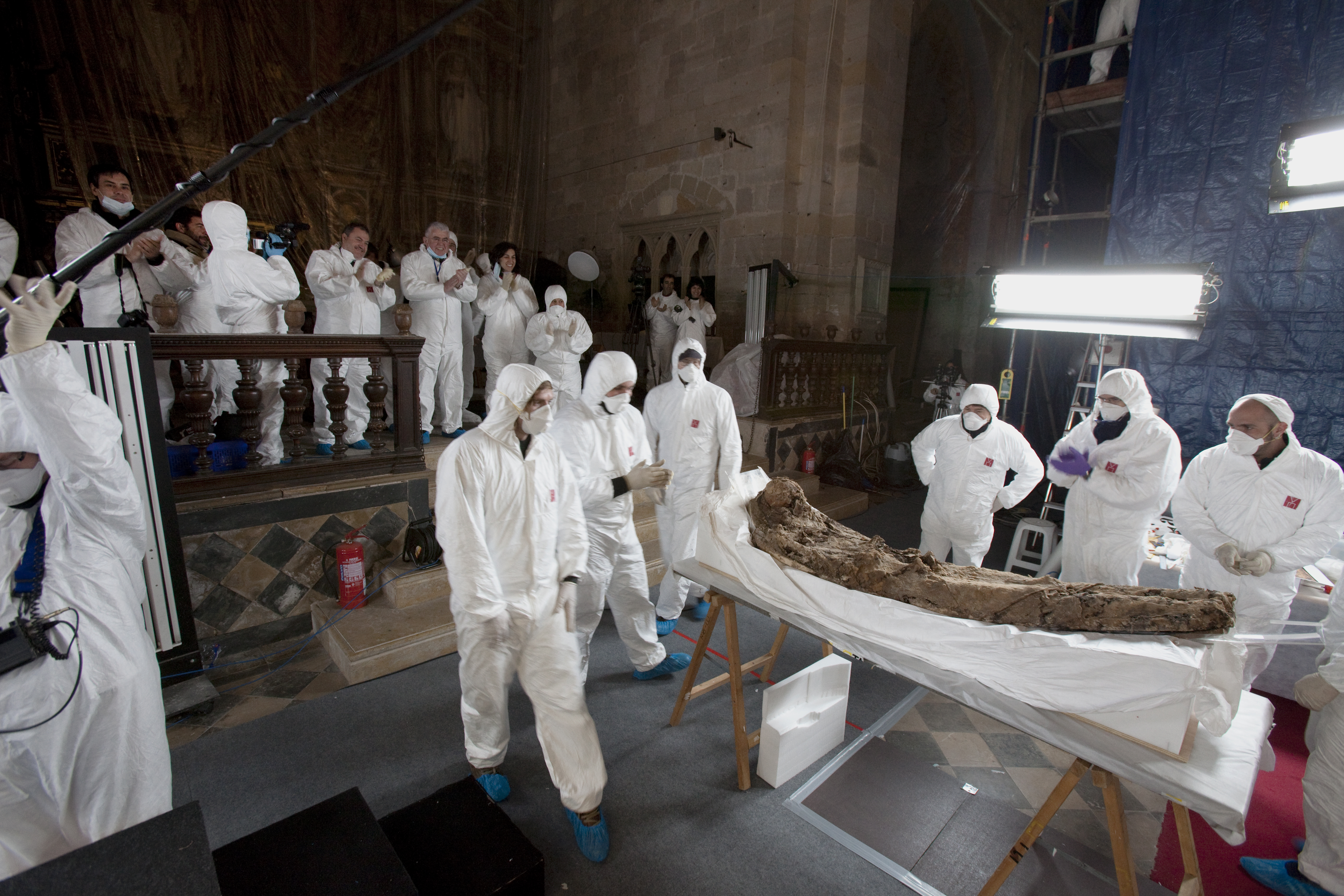
L'aixecament de les restes de Pere II el Gran al Monestir de Santes Creus el 2010.

La casa reial d'Aragó fou ocupada successivament pel llinatge de Pamplona, el llinatge de Barcelona i el llinatge de Trastàmara. El llinatge dels comtes de Barcelona es mantingué per descendència directa de pare a fill durant cinc segles des dels temps del seu fundador, el comte Guifré el Pilós. De resultes de les desamortitzacions decretades per governs espanyols, els sepulcres del llinatge dels comtes de Barcelona, a diferència dels sepulcres espanyols de l'Escorial, resultaren abandonats, profanats i destruïts, tant els del monestir de Santa Maria de Ripoll com els de les catedrals de Barcelona, Lleida i monestir de Santa Maria de Poblet, i àdhuc els del monestir de Santa Maria de Santes Creus.
Les restes mortals dels sobirans que sobrevisqueren als atacs foren recollides per sacerdots i, posteriorment, dipositades en les reconstruccions que es feren dels sepulcres durant els segles xix i xx, però la impossibilitat d'identificació resultà perquè alguns sepulcres estan buits i d'altres contenen diversos cossos.
El sepulcre de Pere II el Gran és l'únic del llinatge dels comtes de Barcelona que es manté incorrupte. Davant l'excepcionalitat d'aquest fet, el director del projecte Agustí Alcoberro i Pericay i la coordinadora general Marina Miquel i Vives informaren la Conselleria de Cultura de la Generalitat de Catalunya i, gràcies al suport personal del conseller Joan Manuel Tresserras i Gaju, el projecte rebé un impuls decisiu: a més de les aproximacions patològiques, traumatològiques o nutricionals, i de la determinació dels ritus funeraris de la casa reial d'Aragó, la reconstrucció facial permetrà per primera vegada en la història obtenir un retrat fidedigne d'un rei d'Aragó del llinatge dels comtes de Barcelona.
No tan sols això, sinó que l'anàlisi de l'ADN de Pere el Gran permetrà la futura recerca sobre les restes que hi ha en tots els panteons reials dels sobirans de la corona d'Aragó, permetent, per exemple, determinar finalment quin dels dos cranis dels que hi ha al sepulcre de Jaume I d'Aragó «el Conqueridor» és l'autèntic, i obtenir-ne també una reconstrucció facial fidedigna.

## Títols i successors
En el darrer testament, datat el 26 d'agost de 1272 a Montpeller, el seu pare el rei en Jaume I el nomenà hereu al Regne d'Aragó, al Regne de València, i a Ribagorça, el Pallars, la Vall d'Aran, Comtat de Barcelona, dominis del Comtat d'Urgell i tots els altres llocs de la terra de Catalunya. D'altra banda, el seu germà Jaume fou nomenat hereu del Regne de Mallorca, el comtat de Cerdanya i de Rosselló, així com de la ciutat de Montpeller. El 1276, en morir el seu pare Jaume I el Conqueridor, l'infant primogènit Pere d'Aragó es convertí en rei d'Aragó, rei de València i comte de Barcelona, tal com havia establert el seu pare en el testament. Això no obstant, el rei Pere el Gran modificà el costum dels seus antecessors i optà per emprar només el títol de rei d'Aragó, renunciant a utilitzar els títols de rei de València i comte de Barcelona; així mateix, creà un nou símbol com a distintiu personal, la creu d'Alcoraz. Aquest estil tan sols es modificà després de la conquesta de l'illa de Sicília el 1282, quan el rei passà a utilitzar el títol de rei d'Aragó i Sicília (Aragonum et Sicilie rex). Aquestes decisions crearen polèmica tant al Regne de València com a Catalunya, i durant les corts catalanes de 1283 s'exigí al rei que emprés el títol de comte de Barcelona. El rei acceptà la decisió, però en la pràctica continuà emprant únicament el títol de rei d'Aragó i de Sicília. La conquesta del Regne de Sicília li valgué l'apel·latiu de Pere «el Gran»:
- A 30 de setembre del 1254: Ego, infans Petrus, illustis regis Aragonum filius et Heres Catalonie[32]

- A 21 d'agost del 1262: Sig+num infantis Petri, filii illustris domini regis Aragonum[2]

- A 3 de desembre del 1278: Sig+num Petri, Dei gratia regis Aragonum[33]

- A 3 d'octubre del 1283: Signum + Petri, Dei gratia Aragonum et Sicilie regis[34]

- A 11 de gener del 1284: Signum + Petri, Dei gratia Aragonum et Sicilie rex[35]

- A 5 de juny del 1285: Signum + Petri Dei Gratia Aragonum & Siciliæ Regis[36]

El rei Pere II "el Gran" va morir la nit del 10 a l'11 de novembre del 1285. Fou succeït pel seu fill gran Alfons II "el Franc" en totes les seves possessions, excepte a Sicília, on el succeí el seu segon fill el rei Jaume I de Sicília, que tan sols 6 anys després esdevindria el rei en Jaume II d'Aragó per la mort prematura del seu germà el rei Alfons.
| Pere el Gran (Senyal Reial) (Armes del regne d'Aragó) Casa d'Aragó del llinatge del comte de Barcelona Naixement: València 1240 Mort: Vilafranca del Penedès 1285 | |                                                             |
| Títols | |                                                             |
| Precedit per: Jaume I d'Aragó "el Conqueridor" (pare) | Rei d'Aragó (Llista de reis d'Aragó) Rei d'Aragó, Comte de Ribagorça, Comte de Sobrarb (1276–1285)                                                                       | Succeït per: Alfons II "el Franc" (fill)                    |
| Precedit per: Jaume I d'Aragó "el Conqueridor" (pare) | Rei de València (Llista de reis de València) (1276–1285) | Succeït per: Alfons II "el Franc" (fill)                    |
| Precedit per: Jaume I d'Aragó "el Conqueridor" (pare) | Comte de Barcelona (Llista de comtes de Barcelona) - Principatus - Comtat de Barcelona, Comtat de Girona, Comtat d'Osona, Comtat de Manresa, Comtat de Berga (1276–1285) | Succeït per: Alfons II "el Franc" (fill)                    |
| — Territori conquerit: — Guerra de Sicília (1282-1289) Tractat de Cefalù (1282) — Destronat — Carles I de Nàpols                                                  | Rei de Sicília Insular (Trinària) (Llista de reis de Sicília) (1282-1285)                                                                                                | Succeït per: Jaume II d'Aragó "el Just" (fill)              |
| Títols d'hereu | |                                                             |
| Precedit per: Príncep Alfons d'Aragó (germà primogènit mort prematurament) (1260)                                                                                 | Heres Catalonie (1244-1276) | Succeït per: Infant Alfons d'Aragó (fill primogènit) (1276) |
| Precedit per: Príncep Alfons d'Aragó (germà primogènit mort prematurament) (1260)                                                                                 | Infant primogènit del Rei d'Aragó (1260-1276) | Succeït per: Infant Alfons d'Aragó (fill primogènit) (1276) |